# Mohammed Flayfel
Mohammed Flayfel (arabisch محمد فليفل, DMG Muḥammad Fulaifil; * 1899 in Beirut; † 1986) war ein libanesischer Komponist und Musiker.

## Leben
1915 ging er nach Istanbul, wo er als Reserveoffizier am Ersten Weltkrieg teilnahm. Nach dem Ende des Ersten Weltkrieges wurde er als Offizier in die libanesische Gendarmerie einberufen, begann jedoch später, sich mit der Musik zu beschäftigen. So komponierte er die Melodie der syrischen Nationalhymne Humat ad-Diyar sowie die Melodie des Liedes Mautini, das bis 1992 die Hymne Palästinas war und 2004 zur Nationalhymne des Irak bestimmt wurde. Zunächst ging er in den Irak und dann 1950 nach Saudi-Arabien. Auch zeichnet er für die Komposition zahlreicher anderer Lieder verantwortlich, die immer noch in den arabischen Schulen gesungen werden. Er entdeckte auch das Talent der bis heute berühmten libanesischen Sängerin Fairuz, als sie an einer Radio-Talkshow teilnahm, und überzeugte sie, sich am libanesischen Konservatorium einzuschreiben.
Flayfel starb 1986.
| Personendaten    | Personendaten                       |
| ---------------- | ----------------------------------- |
| NAME             | Flayfel, Mohammed                   |
| KURZBESCHREIBUNG | libanesischer Komponist und Musiker |
| GEBURTSDATUM     | 1899                                |
| GEBURTSORT       | Beirut                              |
| STERBEDATUM      | 1986                                |